# ProChrist

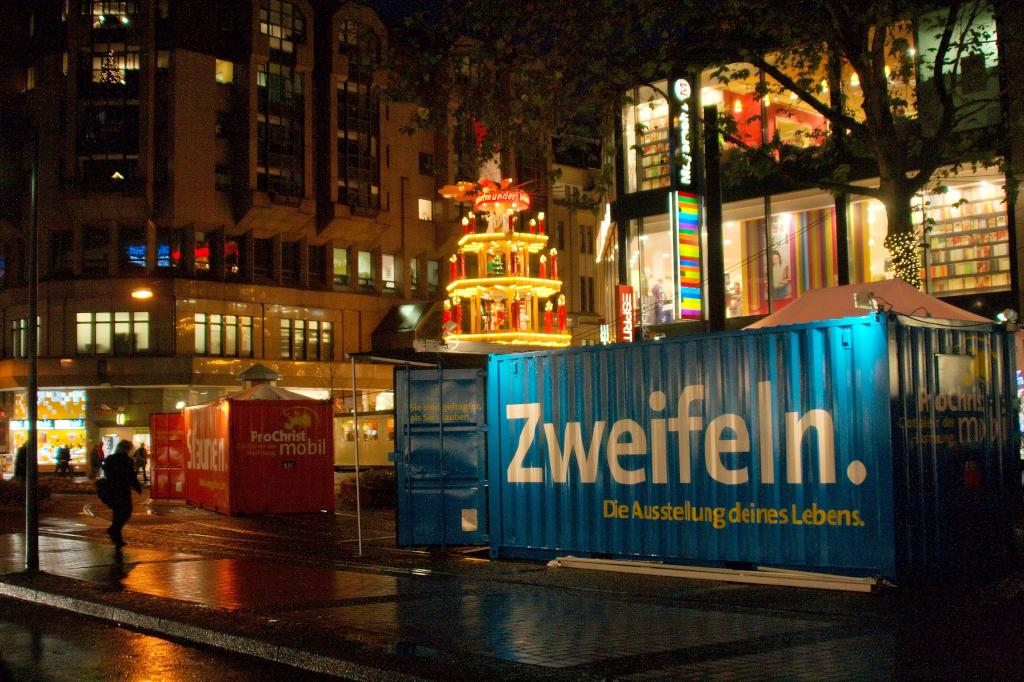
Missionscontainer von ProChrist

ProChrist ist eine überkonfessionelle Evangelisationsbewegung von Christen unterschiedlicher Kirchen und Gemeinden. Im Mittelpunkt stehen mehrtägige christliche Evangelisations-Veranstaltungen mit evangelikaler Prägung, die seit 1993 in Deutschland stattfinden.
Im Turnus von zwei bis vier Jahren findet eine zentrale Großveranstaltung statt, die medial verbreitet wird, primär Live via Satellit in zahlreiche angeschlossene Veranstaltungsorte in ganz Europa. Dazwischen finden seit 2015 zusätzlich unter ProChrist LIVE regionale Veranstaltungen statt.

## Organisation
ProChrist wird organisiert von ProChrist e. V. – Der Verein, einem gemeinnützigen, überkonfessionellen Verein mit Sitz in Kassel. Dieser ist auch Organisator und Träger der Veranstaltungen JesusHouse für Jugendliche und ProChrist für Kids seit 1997 sowie seit 2005 ProChrist mobil und ProChrist TV. Letzteres wird in Kooperation mit dem ERF produziert und ausgestrahlt.
ProChrist wird von Mitgliedern christlicher Frei- und Landeskirchen getragen. Ziel ist die Bekehrung von Menschen zum Glauben an Jesus Christus.

### Gründung
Der ProChrist e. V. wurde 1991 auf Anregung zweier evangelischer Bischöfe mit dem Ziel gegründet, den christlichen Glauben in Deutschland und Europa zu fördern.

### Träger
Zu den Mitgliedern des Vereins ProChrist e. V. der nahezu ausschließlich von Spenden getragen wird, gehören leitende Personen evangelischer Freikirchen und Landeskirchen.
Auf Beschluss der proChrist-Mitgliederversammlung am 5. Februar 2013 in Kassel übernahm Roland Werner am 1. April 2013 als Erster Vorsitzender die Leitung des Vereines ProChrist. Seit 1997 ist Werner Vereinsmitglied von proChrist. proChrist-Leiter Ulrich Parzany schied am 31. März 2013 aus dem Vorstand aus, steht aber weiterhin als Prediger bei örtlichen ProChrist-Veranstaltungen zur Verfügung. Ein Evangelisten-Team übernimmt die inhaltliche Gestaltung weiterer proChrist-Veranstaltungen. Dem Team gehören an: die Referentin und Autorin Elke Werner, der Theologe Matthias Clausen, der Generalsekretär des Deutschen Jugendverbandes „Entschieden für Christus“ (EC) Klaus Göttler, der Baptistenpastor Carsten Hokema sowie der Vorsitzende des Evangelischen Gemeinschaftsverbandes „die Apis“, Pfarrer Steffen Kern.
Vorstand (bis 31. März 2013):
- Raimund Utsch (Vorsitzender)
- Michael Klitzke (Geschäftsführer)
- Ulrich Parzany (Leiter)

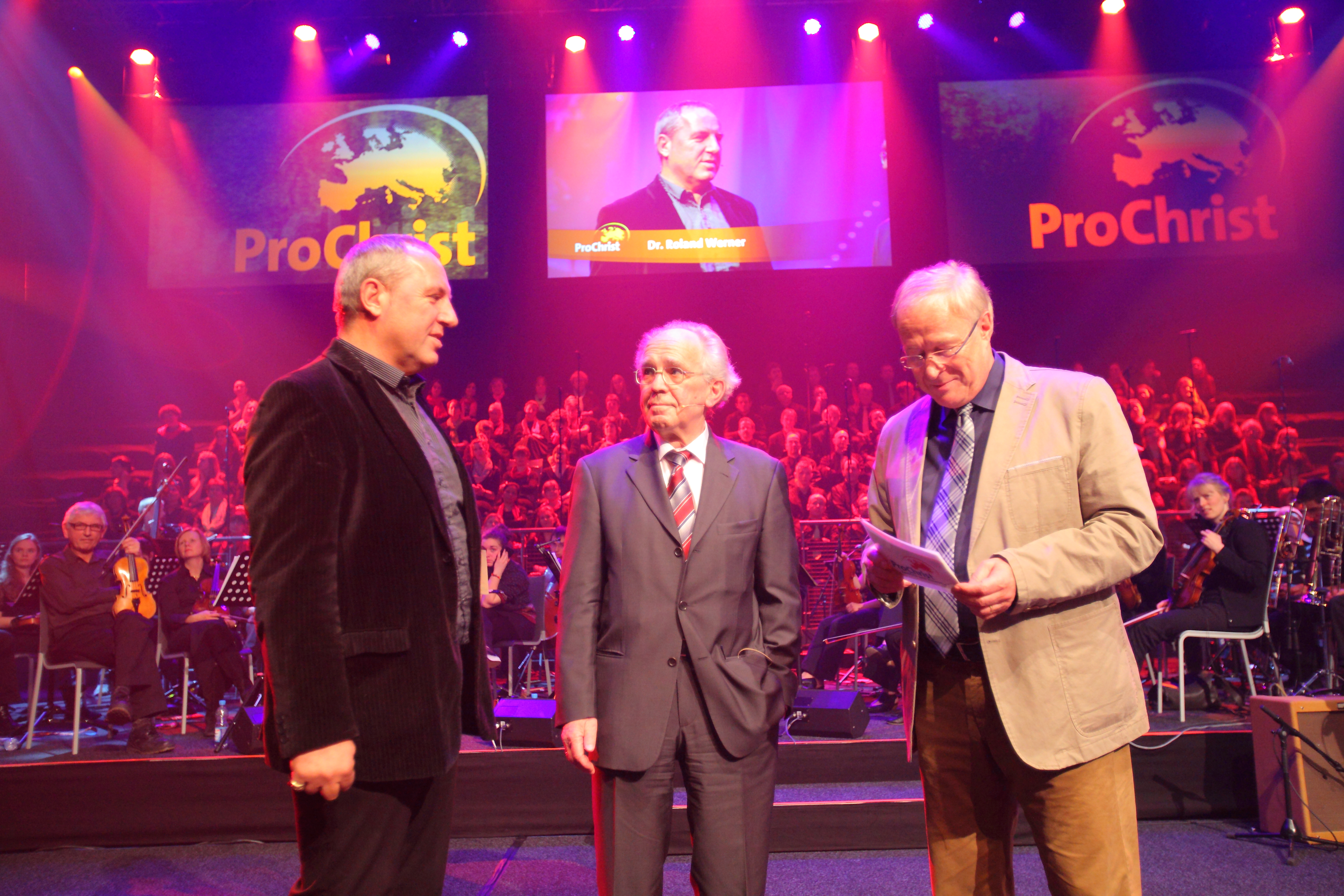
Roland Werner und Raimund Utsch, neuer und alter 1. ProChrist-Vorsitzender, bei der Staffelstab-Übergabe mit Moderator Jürgen Werth (vlnr), 10. März 2013

Zum geschäftsführenden Vorstand gehörten ab April 2013:
- Roland Werner (Vorsitzender)
- Margarete Hühnerbein (stellvertretende Vorsitzende)
- Klaus Göttler (stellvertretender Vorsitzender)
- Michael Klitzke (Geschäftsführer)

Zum geschäftsführenden Vorstand gehören seit April 2024:
- Armin Beck (1. Vorsitzender)
- Margarete Hühnerbein (stellvertretende Vorsitzende)
- Klaus Göttler (stellvertretender Vorsitzender)
- Jürgen Schmidt (Geschäftsführer)

Im Vorstand von ProChrist arbeiten mit:
Christoph Stiba, Jürgen Schmidt, Esther Dürrstein, Arndt Schnepper, Margarete Hühnerbein, Dirk Günkel, Klaus Göttler, Siegfried Winkler, Matthias Clausen, Rebecca Neuburger-Hees, Armin Beck, Johannes Kuhn, Christoph Jakob, Steffen Kern und Tobi Liebmann.

### Kuratorium
Das 31-köpfige ProChrist-Kuratorium setzt sich zusammen aus protestantischen Bischöfen, führenden Persönlichkeiten verschiedener Landes- und Freikirchen sowie hochrangigen Politikern und Wirtschaftsvertretern aus verschiedenen Konfessionen. Durch ihre Mitgliedschaft im Kuratorium stellen sich die Repräsentanten aus den gesellschaftlichen Bereichen unterstützend hinter ProChrist.

## Konzept
Seit 2015 sieht das Konzept sowohl die bisherige alle zwei bis vier Jahre stattfindende zentrale Hauptveranstaltung ProChrist mit medialer Übertragung in weitere Veranstaltungsorte, als auch regionale Veranstaltungen mit jeweils eigenen Rednern unter ProChrist LIVE vor.

### ProChrist
Das evangelistische Konzept von ProChrist baut auf einer Hauptveranstaltung auf, die live übertragen wird. Daneben finden in vielen weiteren Orten in Deutschland und im europäischen Ausland lokale Rahmenprogramme statt, die aus einer Reihe von Liveelementen und dem meist auf Großleinwand übertragenen Programm der zentralen Veranstaltung bestehen. Die Programmpunkte bestehen aus Musik, Interviews, Theater, Video-Einspielern und einem Predigtvortrag des Hauptredners. In den Predigten werden zentrale Themen des Lebens und des Glaubens angesprochen.
Häufig arbeiten Christen aus evangelischen Landes- und Freikirchen bei der Durchführung der Veranstaltungen an ihrem Ort zusammen. Das Konzept der ProChrist-Veranstaltungen sieht auch die Weiterarbeit in der Seelsorge der beteiligten Ortsgemeinden vor.

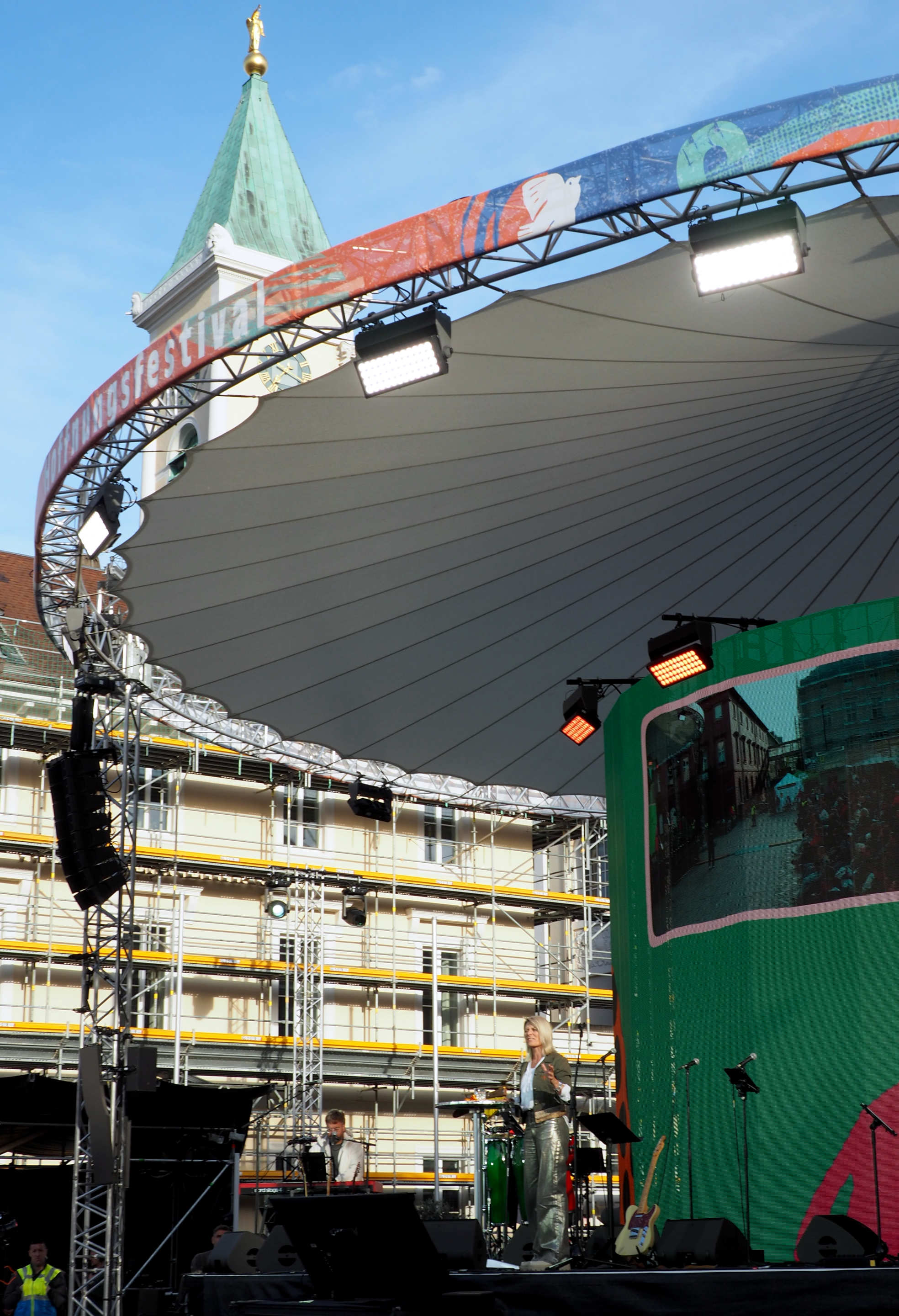
2025 führt ProChrist in drei Städten ein Hoffnungsfestival durch, hier auf dem Marktplatz (Karlsruhe)

Die Veranstaltungen werden jeweils von ortsansässigen Kirchen und Gemeinden durchgeführt. Der ehemalige Ratsvorsitzende der EKD, Bischof Wolfgang Huber, betonte die Einbindung der Veranstaltung in die evangelische Landeskirche und warnte vor einer häufigen vorurteilsgeprägten Verdrehung ihrer Einordnung.

#### Besucher
Von 1993 bis 2014 wurden nach Angaben der Organisation insgesamt 8,5 Millionen Besucher gezählt.

## Kritik
Für seine Äußerung „Alle reden von Vertrauen und Glaubwürdigkeit. Doch das öffentliche Leben aber versinkt im Gegenteil. Die Lüge wird zu einem Grundraster der Politik. Der Ehrliche ist der Dumme. Geiz ist geil. Egoismus ist chic. Ehebruch und homosexuelle Praxis sind gängiger Lebensstil“ wurde der Prediger Ulrich Parzany vom Lesben- und Schwulenverband Berlin-Brandenburg im März 2013 kritisiert. Unterstützt wurden sie von den Berliner Superintendenten Carsten Bolz und Bertold Höcker. Seitens der EKD wurde auf diese Kritik nicht eingegangen. Ein Mitarbeiter der Arbeitsgemeinschaft Missionarische Dienste hat aber die Wertschätzung für Parzanys Engagement in der Evangelisation ausgesprochen.
Als kritisch werden auch die Ablehnung naturwissenschaftlicher Erkenntnisse durch die Mitglieder eingeschätzt.
Die Theologin und Journalistin Kirsten Dietrich bezeichnete ProChrist als fundamentalistisch und forderte 2010 den damaligen Bundespräsidenten Wulff auf, seine Mitgliedschaft im Kuratorium von ProChrist aufzugeben.

## Veröffentlichungen im Rahmen der einzelnen Veranstaltungen
- Evangelische Nachrichtenagentur Idea (Hrsg.): Das war ProChrist ’93: Die grösste Evangelisation in Europa und das Echo. Pressestimmen, Stellungnahmen und Kommentare zu den ProChrist-Veranstaltungen mit Billy Graham vom 17. bis zum 21. März in der Essener Gruga-Halle. Idea, 1993
- Bibellesebund, ProChrist (Hrsg.): Los geht’s : Tipps zum Start in die Bibel. 1994, Bibellesebund
- Pro-Fit fürs Leben. ProChrist ’95.
- Evangelische Nachrichtenagentur Idea (Hrsg.): Was hat es gebracht?: Eine detaillierte Besucherauswertung von ProChrist ’95. Eine Analyse der Theologischen Fakultät der Universität Leipzig und eine Bilanz des „ProChrist“-Trägerkreises. Idea, 1995
- Evangelische Nachrichtenagentur Idea (Hrsg.): Warum Kirche evangelisieren muss: Grundsatzüberlegungen und ihre praktischen Folgen. Theologische Beiträge zur Evangelisation ProChrist ’95 vom 7. bis 13. Mai. Idea, 1995
- ProChrist (Hrsg.): So ist das Leben. ProChrist ’97. Brendow, 1997
- Die gute Nachricht von Jesus – Sein Freund Lukas erzählt. Aus dem Weltbestseller, der Bibel. 1997
- Jetzt geht’s los!. Noch einmal neu beginnen. ProChrist 2000.
- Kids 2000. ProChrist-Kindermagazin. ProChrist 2000.
- Unglaublich. Zweifeln und staunen. Interviews, Zitate, Gedanken, Erfahrungen, Fragen, Impulse. ProChrist 2003.
- Jörg Swoboda (Hrsg.): Zum Staunen. ProChrist mit Folgen. Hänssler 2003
- Ulrich Parzany: Das fängt gut an! Neue Reden über Zweifeln und Staunen. ProChrist 2006. Hänssler, 2006
- Joachim Stängle und Stephan Volke (Hrsg.): Unterwegs zu den Menschen: Bewegende Geschichten von der „kleinsten Kirche der Welt“. Hänssler, 2006

Für die Aktion Die kleinste Kirche der Welt im Rahmen der Veranstaltung 2006 erschienen:
- Neu beginnen – Zweifeln und Staunen.
- Neu beginnen – Einsteigen und ankommen.

### Tonträger

#### Musik
Seit 1997 erschienen regelmäßig begleitende Musikproduktionen in Vorbereitung auf die ProChrist-Veranstaltungen.
- Komm und erlebe Gottes Wort. Das ProChrist ’97 Liederbuch. Hänssler, 1995
- Dabeisein – mitsingen. ProChrist ’97. Hänssler
- Hier bin ich. ProChrist 2000. Kawohl, 1999
- Gott ist da! Lieder ProChrist 2000. Hänssler, 1999
- Unglaublich. Die ProChrist-CD 2003. Gerth Medien / Hänssler
- Zweifeln. Staunen. Die ProChrist-CD 2006. Gerth Medien / Hänssler
- Lieder zum Staunen. ProChrist 2009. Hänssler
- Hand in Hand. ProChrist für Kids 2009. Gerth Medien
- Gott hat uns nicht vergessen. ProChrist 2013. Gerth Medien

#### Hörbücher
- Ulrich Parzany: Leben zum Staunen. Erste Schritte im Glauben. ProChrist 2009 Hänssler

### Filme
- Eva-Maria Admiral, Eric Wehrlin: Nichts ist umsonst. 11 neue Theaterstücke von ProChrist 2000 und ProChrist Impulse. ERF-Verlag
- Eva-Maria Admiral, Eric Wehrlin: Lebens-Theater. 9 neue Theaterstücke von ProChrist 2003 und Willow Creek. Gerth Medien
- Eva-Maria Admiral, Eric Wehrlin: Starke Stücke. Alle Theaterszenen von ProChrist 2006. R. Brockhaus Verlag

### Aufzeichnungen der Veranstaltungen auf Bild- und Tonträger
Die Audio- und Videoaufzeichnungen der einzelnen Abende wurden sowohl auf Ton- als auch auf Videoträgern veröffentlicht. Zunächst auf MC und VHS, seit 2003 ebenso und seit 2006 ausschließlich auf CD und DVD.

#### ProChrist für Kids 2000
- Du bist spitze! ERF-Verlag, 2000

#### ProChrist für Kids 2003
- Nie allein. Jesus geht mit – Paulus und Silas unterwegs. ERF-Verlag, 2003
- Noch mal gut gegangen. ERF-Verlag, 2003
- So hat's angefangen. ERF-Verlag, 2003

#### ProChrist für Kids 2006
- Erpresst! Da staunst du – Gott verändert! ERF-Verlag, 2006
- Erkannt! Da staunst du – Gott hilft dir! ERF-Verlag, 2006
- Erkannt! Da staunst du – Gott hilft dir! ERF-Verlag, 2006

#### ProChrist für Kids 2009
- Hand in Hand. ProChrist Verlag, 2009